# 大洲道路
大洲道路（おおずどうろ）は、愛媛県大洲市北只にある大洲北只インターチェンジ (IC) から、同市東大洲にある大洲ICに至る、高速自動車国道に並行する一般国道自動車専用道路である。
国土開発幹線自動車道の路線名は、四国横断自動車道で、その一部にあたる。
高速道路ナンバリングによる路線番号は、松山自動車道の松山IC - 津島岩松IC間と津島道路のほか2路線と高知自動車道（高知IC - 四万十町中央IC間）とともに「E56」が割り振られている。

## 概要
大洲市内の国道56号の交通混雑緩和を目的に建設され、2004年（平成16年）4月17日に全線開通し、2006年（平成18年）3月27日にほぼ全線で4車線化が完了した。
- 路線名[2]：一般国道56号 大洲道路
- 起点[2]：愛媛県大洲市北只
- 終点[2]：愛媛県大洲市東大洲
- 延長[3]：6.4km[注釈 4]
- 規格[2]：第1種第3級
- 設計速度[2]：80km/h
- 車線数[2]：4車線
- 道路幅員[2]：20.5m

## 道路の位置関係
四国横断自動車道
徳島南部自動車道 - 徳島自動車道 - 高松自動車道 - 高知自動車道 - ※須崎道路 - 高知自動車道 - ※窪川佐賀道路 - ※佐賀大方道路 - ※大方四万十道路 - ※中村宿毛道路 - ※宿毛内海道路 - ※津島道路 - ※宇和島道路 - 松山自動車道 - ※大洲道路
※は高速自動車国道に並行する一般国道自動車専用道路。

## インターチェンジなど
- 全線愛媛県大洲市に所在。
- IC番号欄の背景色が■である区間は既開通区間に該当する。
施設欄の背景色が■である区間は未開通区間または未供用施設に該当する。
- 路線名の特記がないものは市道。
- バスストップ (BS) のうち、○/●は運用中、◆は休止中の施設。無印はBSなし。
- 英略字は以下の項目を示す。
IC：インターチェンジ、BS：バスストップ

| IC 番号          | 施設名     | 接続路線名                     | 高松西IC から （km） | BS | 備考                        |
| ---------------- | ---------- | ------------------------------ | -------------------- | -- | --------------------------- |
| E56 松山自動車道 |            |                                |                      |    |                             |
| 16               | 大洲IC     | 国道56号（現道）               | 183.2                |    | 松山道 松山IC方面出入口     |
| 17               | 大洲北IC   | 国道56号（現道）               | 184.9                |    | 大洲北只IC方面出入口        |
| 18               | 大洲冨士IC | 国道197号                      | 186.4                |    |                             |
| 19               | 大洲肱南IC | 県道44号大洲野村線             | 188.7                |    |                             |
| 20               | 大洲南IC   | 国道56号（現道）               | 189.4                |    | 大洲IC方面出入口            |
| 21               | 大洲北只IC | 大洲・八幡浜自動車道 国道197号 | 190.8                |    | 松山道 宇和島北IC方面出入口 |
| E56 松山自動車道 |            |                                |                      |    |                             |

- IC番号とキロポストは、高松自動車道の高松西ICから連続して付けられている。

## 歴史
- 1979年（昭和54年）：一般道路から自動車専用道路に計画見直し。
- 1980年（昭和55年）
  - 1980年度（昭和55年度）：事業化[2]。
  - 4月4日：都市計画決定[2]。
- 1981年（昭和56年）度：用地買収に着手[2]。
- 1986年（昭和61年）度：着工[2]。
- 1991年（平成3年）3月19日：大洲南IC - 大洲冨士IC間が暫定2車線で開通[2]。
- 1993年（平成5年）3月25日：大洲冨士IC - 大洲北IC間が暫定2車線で開通[2]。
- 2002年（平成14年）3月29日：大洲北IC - 大洲IC間が暫定2車線で開通し、松山自動車道（四国縦貫自動車道）と連結[2]。
- 2004年（平成16年）4月17日：大洲北只IC - 大洲南IC間が暫定2車線で開通し、松山自動車道（四国横断自動車道）と連結[2]。
これにより全線開通し、同時に松山自動車道の大洲北只IC - 西予宇和IC間が開通[5]。
- 2006年（平成18年）3月27日：大洲南IC - 大洲北IC間が4車線化[2]。
- 2016年（平成28年）11月：大洲南IC - 大洲北IC間の案内標識をIC番号入りに変更[6]。
- 2020年（令和2年）6月30日：この日までに案内上の名称を松山自動車道に変更された[7]。

## 路線状況

### 車線・最高速度
| 区間                  | 車線 上下線=上り線+下り線 | 最高速度 |
| --------------------- | ------------------------- | -------- |
| 大洲IC - 大洲北IC     | 2=1+1 （暫定2車線）       | 60km/h   |
| 大洲北IC - 大洲冨士IC | 4=2+2                     | 80km/h   |
| 大洲冨士IC - 大洲南IC | 4=2+2                     | 80km/h   |
| 大洲南IC - 大洲北只IC | 2=1+1 （暫定2車線）       | 70km/h   |

### 主なトンネルと橋
| 区間                  | 構造物名     | 長さ   | 長さ   |
| 区間                  | 構造物名     | 上り線 | 下り線 |
| --------------------- | ------------ | ------ | ------ |
| 大洲IC - 大洲北IC     | 東大洲高架橋 | 871m   |        |
| 大洲北IC - 大洲冨士IC | 東大洲高架橋 | 871m   |        |

#### トンネルの数
| 区間                  | 上り線 | 下り線 |
| --------------------- | ------ | ------ |
| 大洲IC- 大洲北IC      | 0      | 0      |
| 大洲北IC - 大洲冨士IC | 1      | 1      |
| 大洲冨士IC - 大洲南IC | 0      | 0      |
| 大洲南IC - 大洲北只IC | 0      | 0      |
| 合計                  | 1      | 1      |

- 大洲IC - 大洲北IC間と大洲南IC - 大洲北只IC間は、暫定2車線の対面通行であるため、上下線で1本のトンネルとなっている。

### 道路管理者
- 国土交通省 四国地方整備局
  - 大洲河川国道事務所 : 大洲IC - 大洲北只IC

### 交通量
24時間交通量（台） 道路交通センサス
| 区間                    | 平成17（2005）年度 | 平成22（2010）年度 | 平成27（2015）年度 |
| ----------------------- | ------------------ | ------------------ | ------------------ |
| 大洲IC - 大洲北IC       | 05,659             | 11,326             | 07,907             |
| 大洲北IC - 大洲冨士IC   | 15,057             | 23,487             | 10,802             |
| 大洲冨士IC - 大洲肱南IC | 15,057             | 10,409             | 22,660             |
| 大洲肱南IC - 大洲南IC   | 15,057             | 21,995             | 20,821             |
| 大洲南IC - 大洲北只IC   | 03,317             | 07,822             | 06,405             |

（出典：「平成22年度道路交通センサス」・「平成27年度全国道路・街路交通情勢調査」（国土交通省ホームページ）より一部データを抜粋して作成）
- 令和2年度に実施予定だった交通量調査は、新型コロナウイルスの影響で延期された[8]。

## 地理

### 通過する自治体
- 愛媛県
  - 大洲市

### 接続する高速道路
- E56 松山自動車道（四国縦貫自動車道）（大洲ICで直結）
- E56 松山自動車道（四国横断自動車道）（大洲北只ICで直結）